# Dexia caldwelli
Dexia caldwelli – gatunek muchówki z rodzaju Dexia należącej do rodziny rączycowatych. Występuje na terenie Chin oraz Indii.